# 1930 en santé et médecine
| Années de la santé et de la médecine : 1927 - 1928 - 1929 - 1930 - 1931 - 1932 - 1933    |
| Décennies de la santé et de la médecine : 1900 - 1910 - 1920 - 1930 - 1940 - 1950 - 1960 |

Cet article présente les faits marquants de l'année 1930 en santé et médecine.

## Événements
- 17 mars : fondation de l'Institut du cancer de Villejuif.
- 21 juillet : premier congrès international de microbiologie.

Cette année-là
- Le médecin danois Henrik Dam (1895-1976) découvre la vitamine K.

## Décès
- 7 juillet : Arthur Conan Doyle (né en 1859), écrivain et médecin écossais.

Date inconnue
- Eugène Devic (né en 1858), médecin neurologue français qui a laissé son nom à la maladie éponyme ou neuromyélite optique[1].